# XXIV Premis Cinematogràfics José María Forqué
La cerimònia dels XXIV Premis Cinematogràfics José María Forqué es va celebrar per segon cop al Palau de Congressos de Saragossa el 12 de gener de 2019 degut a l'impacte econòmic positiu que suposaren els premis. Es tracta d'uns guardons atorgats anualment des de 1996 per l'EGEDA com a reconeixement a les millors produccions cinematogràfiques espanyoles pels seus valors tècnics i artístics produïdes entre l'1 de gener i el 31 de desembre de 2018. Compta amb la participació del Govern d'Aragó, Feria de Zaragoza, Palau de Congressos de Saragossa, i amb la col·laboració de l'Academia del Cine Aragonés i Safecreative. La llista de nominats es va fer pública el 30 de novembre de 2018.
La gala fou presentada per Elena Sánchez Sánchez i Edu Soto, amb les actuacions musicals de Marta Sánchez, Carlos Baute, Ana Guerra, Blas Cantó i els membres d'Operación Triunfo 2018, i fou emesa per La 1 de TVE. Hi van assistir persones vinculades al món del cinema com J.A. Bayona, Javier Fesser, Rodrigo Sorogoyen, Arantxa Echevarría, Macarena García, Imanol Arias, Carlos Saura, Belén Cuesta, Brays Efe, Verónica Forqué, Miguel Ángel Muñoz, Fernando Guallar, Iván Sánchez, el Ministre de Cultura i Esports José Guirao i el president d'Aragó, Javier Lambán.

## Nominacions i premis
Els nominats i guanyadors d'aquesta edició foren:
| Millor pel·lícula | Millor documental |
| --- | --- |
| - Campeones - Carmen y Lola - Entre dos aguas - El reino                                                                           | - El silencio de otros de Almudena Carracedo i Robert Bahar - Desenterrando Sad Hill de Guillermo de Oliveira - Camarón: Flamenco y revolución d'Alexis Morante - Apuntes para una película de atracos d'Elías León Siminiani |
| Millor actor | Millor actriu |
| - Antonio de la Torre per El reino - Javier Gutiérrez per Campeones - Javier Bardem per Todos lo saben - José Coronado per Tu hijo | - Eva Llorach per Quién te cantará - Penélope Cruz per Todos lo saben - Bárbara Lennie per Petra - Alexandra Jiménez per Les distàncies                                                                                       |
| Millor curtmetratge | Millor pel·lícula llatinoamericana |
| - Cerdita de Carlota Pereda - 9 pasos de Marisa Crespo - Matria d'Álvaro Gago                                                      | - Roma, d'Alfonso Cuarón - La noche de 12 años d'Álvaro Brechner - Las herederas de Marcelo Martinessi - Sergio & Sergei d'Ernesto Daranas                                                                                    |
| Premi al Cinema i Edudació en valors                                                                                               | |
| - Campeones, de Javier Fesser - Carmen y Lola d'Arantxa Echevarría - La enfermedad del domingo, de Ramón Salazar                   | |
| Medalla d'honor | |
| José Frade | |